# Капела Двор
Капела Двор (хрв. Kapela Dvor) је насељено место у општини Лукач, Вировитичко-подравска жупанија, Хрватска.

## Историја
До територијалне реорганизације у Хрватској била је у саставу старе општине Вировитица.

## Становништво
У попису становништва из 2011. године, Капела Двор је имала 259 становника.
| Број становника према пописима | Број становника према пописима | Број становника према пописима | Број становника према пописима | Број становника према пописима | Број становника према пописима | Број становника према пописима | Број становника према пописима | Број становника према пописима | Број становника према пописима | Број становника према пописима | Број становника према пописима | Број становника према пописима | Број становника према пописима | Број становника према пописима | Број становника према пописима |
| ------------------------------ | ------------------------------ | ------------------------------ | ------------------------------ | ------------------------------ | ------------------------------ | ------------------------------ | ------------------------------ | ------------------------------ | ------------------------------ | ------------------------------ | ------------------------------ | ------------------------------ | ------------------------------ | ------------------------------ | ------------------------------ |
| 1857                           | 1869                           | 1880                           | 1890                           | 1900                           | 1910                           | 1921                           | 1931                           | 1948                           | 1953                           | 1961                           | 1971                           | 1981                           | 1991                           | 2001                           | 2011                           |
| 0                              | 0                              | 0                              | 0                              | 0                              | 8                              | 17                             | 69                             | 199                            | 229                            | 283                            | 281                            | 266                            | 255                            | 272                            | 259                            |

Напомена: Исказује се од 1910. до 1921. као део насеља. Године 1910. и 1921. исказивано под именом Гејзин Дворач.